# Pezomela saxegothaeae
Pezomela saxegothaeae är en svampart som beskrevs av Syd. 1928. Pezomela saxegothaeae ingår i släktet Pezomela, ordningen disksvampar, klassen Leotiomycetes, divisionen sporsäcksvampar och riket svampar.   Inga underarter finns listade i Catalogue of Life.